# Картер, Хелена
Хелена Картер (англ. Helena Carter), имя при рождении Хелен Рикертс (англ.  Helen Rickerts; 24 августа 1923 года — 11 января 2000 года) — американская актриса 1940—1950-х годов.
Более всего Картер известна по фильмам «С незапамятных времён» (1947), «Что навеял ветер» (1947), «Интрига» (1947), «Речная леди» (1948), «Сражающийся О’Флинн» (1949), «Распрощайся с завтрашним днём» (1950), «Форт Уорт» (1951), «Череп и кости» (1951), «Гневные горны» (1952), «Золотой ястреб» (1952) и «Захватчики с Марса» (1953).

## Ранние годы жизни и начало карьеры
Хелена Картер, имя при рождении Хелен Рикертс, родилась 24 августа 1920 года (по другим сведениям, 1923 года) в Нью-Йорке в семье ирландского происхождения.
В детстве Хелен жила в основном в Ирландии, в графстве Керри. В подростковом возрасте вернулась в Нью-Йорк, где окончила школу, а затем получила диплом бакалавра в Хантерском колледже, поступив в магистратуру Колумбийского университета, где изучала английскую литературу.
Во время посещения Радио-сити в Нью-Йорке привлекла к себе внимание владельца крупнейшего модельного агентства Гарри Коновера, который убедил её стать моделью. Известный фотограф Дик Айзекс сделал с ней несколько фотографий для обложек, что привлекло к ней определённый интерес, и продюсер Леонард Голдстейн из Universal-International предложил ей киноконтракт.

## Карьера в кино
В 1946 году Картер подписала с Universal семилетний контракт. Взяв имя Хелена Картер, она дебютировала в кино в исторической мелодраме «С незапамятных времён» (1947), сыграв важную роль второго плана Доры Дрейк, богатой наследницы из Бостона, которая женит на себе перспективного композитора, рассчитывая купаться в лучах его славы. Однако когда он не выдерживает морального пресса её семьи и срывает проплаченный её отцом концерт в Нью-Йорке, Дора чувствует себя опозоренной и уходит от мужа. Следующей картиной Картер на Universal стала музыкальная комедия «Что навеял ветер» (1947) с Диной Дурбин в главной роли. В том же году она сыграла одну из главных ролей в независимой криминальной приключенческой драме «Интрига» (1947) с участием Джорджа Рафта и Джун Хэвок, представ в образе социального работника, которая верит в героя Рафта, бывшего военного лётчика, который ввязался в нелегальную торговлю в Шанхае, но после серии событий осознал порочность своих действий и решил уничтожить нелегальный бизнес.
Год спустя на Universal вышел вестерн «Речная леди» (1948) с Ивонн де Карло в роли Секвин, могущественной хозяйки речного казино, которая влюбляется в лесоруба Дэна Корригана (Род Камерон), и чтобы завладеть его сердцем, покупает лесопилку, где тот работает, назначая его управляющим. Картер играет в этой картине роль Стефани, дочери бывшего владельца лесопилки, которая раскрывает Дэну глаза на действия Секвин, после чего тот разрывает с ней помолвку, женится на Стефани и организует собственную лесопилку. Это был единственный фильм Картер в течение года. В 1948 году фото Картер было опубликовано на обложке журнала «Лайф»
В мае 1948 года Картер попросила Universal отпустить её со студии, а в октябре 1948 года отказалась играть в комедии про Ма и Па Кеттлов. В ноябре 1948 года Universal согласилась отпустить её, если она вернёт зарплату, которую получала с сентября. Как отмечалось, студия получила достаточно от сдачи её в аренду продюсерским компаниям Дугласа Фейрбэнкса и Джорджа Рафта, чтобы платить ей зарплату в течение двух лет.
В начале 1949 года продюсерская компания Фейрбэнкса выпустила приключенческий экшн «Сражающийся О’Флинн» (1949). Как написал в «Нью-Йорк Таймс» кинокритик А. Вейлер, в этой картине Фейрбэнкс в заглавной роли ирландского дворянина практически в одиночку предотвращает вторжение наполеоновской армии в Ирландию. В эту картину, где солирует Фейрбэнкс, «менее выдающийся, но солидный вклад вносит и Хелена Картер в роли прекрасной дамы, которая очарована его делами и „миром его слов“».
В 1950 году Картер вернулась на Universal для съёмок в приключенческой мелодраме «Грешник южный морей» (1950), которую Босли Краузер в «Нью-Йорк Таймс» назвал «смехотворным, романтично-скучным фильмом, в котором столько же аромата южных морей, сколько в папайе из придорожного бара», где Картер сыграла «чистую домашнюю девушку», в которую влюбляется главный герой (Макдональд Кэри). В том же году Картер ушла в аренду на студию Warner Bros для съёмок в фильме нуар «Распрощайся с завтрашним днем» (1950) с Джеймсом Кэгни в роли жестокого и умного преступника Ральфа Коттера, который, сбежав из тюрьмы, обосновывается в небольшом городе, где начинает пробиваться к вершинам власти. Он знакомится с Маргарет Добсон (Хелена Картер), которая оказывается дочерью неформального главы города, владеющего местным сталелитейным заводом. Между Маргарет и Ральфом начинается роман, который заканчивается браком, однако Ральфа вскоре убивает его старая мстительная подружка.
В вестерне Warner Bros «Форт Уорт» (1951) Картер сыграла роль Эми, бывшей невесты главного героя Неда Бритта (Рэндольф Скотт), который вступает в борьбу с махинациями крупного скотовладельца. По возвращении в Форт-Уэрт, Эми заявляет, что после расставания с ним состояла в романтических отношениях с его лучшим другом (Дэвид Брайан), что приводит к напряженности в отношениях между друзьями. Другим фильмом этого года для Картер стала приключенческая комедия Universal «Череп и кости» (1951), действие которой происходит в конце 17 века в Чарльстоне, Южная Каролина. Здесь Картер сыграла главную женскую роль благородной британской дамы, которая влюбляется в местного парня. В силу обстоятельств он становится пиратом, после чего они вместе разоблачают коррумпированные власти Чарльстона.
Действие исторической романтической мелодрамы Warner Bros «Гневные горны» (1952) начинается во время Гражданской войны, когда между полковником Шафтером (Рэй Милланд) и капитаном Гарнеттом (Хью Марлоу) возникает конфликт. Десять лет спустя они снова оказываются вместе на одной заставе в Северной Дакоте, которой командует Гарнетт. Когда там появляется красавица Джозефин Расселл (Картер), оба влюбляются в неё. Чтобы избавиться от соперника, ревнивый капитан отправляет Шафтера со смертельно опасным разведывательным заданием, полагая, что тот погибнет. Однако Шафтер возвращается, достойно выполнив задание, чем завоёвывает сердце Джозефин. По мнению историка кино Денниса Шварца, «никто из этого любовного треугольника не выдаёт настоящей игры».
В историческом приключенческом экшне «Золотой ястреб» (1952), действие которого происходит в 17 веке во время войны между Францией, Испанией и Британией в Карибском море, знаменитый французский капер по прозвищу Золотой ястреб (Стерлинг Хэйден) захватывает в плен Бианку (Картер), невесту испанского губернатора Луиса дель Торо (Джон Саттон), что приводит морскому противостоянию между ними, пока в финале не выясняется, что Золотой ястреб — сын губернатора. Как написал Босли Краузер в «Нью-Йорк Таймс» после выхода фильма, в этой картине «Хейден размахивает кинжалом и сверкает слегка плутоватым глазом в роли заглавного благородного пирата, Ронда Флеминг брызжет слюной и дымится в роли вспыльчивой пиратки, которая в действительности является британской плантаторшей, Джон Саттон равномерно гудит как бензопила в роли хитрого английского аристократа, а Хелена Картер сладко вздыхает в роли милой барышни, которой помыкают. Каждый из актёров делает всё возможное, чтобы сделать хоть что-то из этой неудачной постановки истории Фрэнка Йерби, но в результате всё выходит бессвязно и запутано, и люди просто разгуливают в ярких костюмах».
В приключенческом фильме Columbia Pictures «Следопыт» (1952) по роману Джеймса Фенимора Купера о войне индейцев и французов в Северной Америке в 1750-е годы Картер сыграла Элисон, храбрую англичанку, хорошо говорящую по-французски, которая вместе с индейским скаутом по имени Следопыт (Джордж Монтгомери) по поручению англичан направляется с разведывательным заданием в лагерь французов.
Последней работой Картер в кино был научно-фантастический фильм «Захватчики с Марса» (1953). В этой картине марсианский корабль приземляется на Земле, после чего марсиане быстро берут под свой контроль всех жителей в ближайшей округе, превращая их в подобных зомби существ. 12-летний мальчик Дэвид, который был свидетелем появления марсиан, наконец, находит двух людей, которые ему верят — доктора Блейк (Хелена Картер) и доктора Келстона (Артур Франц). Проверив историю мальчика, доктора вызывают вооружённые силы, но в итоге доктор Блейк и Дэвид оказываются пленниками на корабле марсиан, откуда их героически спасает американский полковник, после чего американцы взрывают корабль марсиан. Современный историк кино Патрик Легар назвал фильм «увлекательной небольшой картиной, которая смотрится довольно хорошо», а историк кино Деннис Шварц назвал его «приятным фильмом категории В, хотя и не настолько хорошим, как предполагает его репутация».

## Актёрское амплуа и оценка творчества
Как было отмечено в «Лос-Анджелес Таймс», Хелена Картер была «энергичной рыжеволосой красавицей», которая начинала как модель, а в 1947 году дебютировала в кино, играя различных героинь в фильмах категории В в конце 1940-х и в начале 1950-х годов.
Как отметил историк Харрис М. Ленц, «вплоть до начала 1950-х годов Картер сыграла главные роли в дюжине фильмов» , среди которых «С незапамятных времён» (1947), «Речная леди» (1948), «Сражающийся О’Флинн» (1949), «Распрощайся с завтрашним днём» (1950) и «Форт Уорт» (1951). По мнению многих историков кино, «более всего Картер известна по роли доктора Пэт Блейк в классическом научно-фантастическом фильме „Захватчики с Марса“ (1953)».

## Личная жизнь
Хелена Картер была замужем дважды. Первый раз она была недолго замужем в 1940-е годы.
В январе 1954 года Картер вышла замуж за телепродюсера Майкла Хиллела Мешекоффа (англ. Michael Hillel Meshekoff) в мексиканском курортном городе Энсенада, после чего ушла из кино. После смерти мужа в 1997 году Картер продолжала жить в Беверли-Хиллз.

## Смерть
Хелена Картер, как Хелена С. Мешекофф (англ.  Helena C. Meshekoff), умерла 11 января 2000 года в возрасте 79 лет в Калвер-Сити, Лос-Анджелес, Калифорния.

## Фильмография
| Год  |   | Русское название              | Оригинальное название   | Роль                               |
| ---- | - | ----------------------------- | ----------------------- | ---------------------------------- |
| 1947 | ф | С незапамятных времён         | Time Out of Mind        | Дора Дрейк                         |
| 1947 | ф | Что навеял ветер              | Something in the Wind   | Кларисса Прентис                   |
| 1947 | ф | Интрига                       | Intrigue                | Линда Паркер, она же Линда Арнольд |
| 1948 | ф | Речная леди                   | River Lady              | Стефани Моррисон                   |
| 1949 | ф | Сражающийся О'Флинн           | The Fighting O'Flynn    | леди Бенедетта                     |
| 1950 | ф | Распрощайся с завтрашним днем | Kiss Tomorrow Goodbye   | Маргарет Добсон                    |
| 1950 | ф | Грешник южных морей           | South Sea Sinner        | Маргарет Лэндис                    |
| 1951 | ф | Череп и кости                 | Double Crossbones       | леди Сильвия Коупленд              |
| 1951 | ф | Форт Уорт                     | Fort Worth              | Эми Брукс                          |
| 1952 | ф | Гневные горны                 | Bugles in the Afternoon | Джозефин Расселл                   |
| 1952 | ф | Золотой Ястреб                | The Golden Hawk         | Бланка де Вальдива                 |
| 1952 | ф | Следопыт                      | The Pathfinder          | Уэлком Элисон                      |
| 1953 | ф | Захватчики с Марса            | Invaders from Mars      | доктор Пэт Блейк                   |